# Область Василисы
Область Василисы (лат. Vasilisa Regio) — участок поверхности Венеры, расположенный в экваториальной области планеты. Название дано в честь одной из героинь русских народных сказок в 1997 году. Координаты центра — 11° ю. ш. 28° з. д. / 11° ю. ш. 28° з. д.

## География
На юго-западе от области Василисы расположена область Дионы, на востоке — равнина Каныкей, на севере — обширная равнина Гиневры, на северо-западе — равнина Навки.
В области и по её окраинам расположен ряд геологических структур. К их числу относятся: гряда Хадне, венец Пугос, борозда Магуры, холмы Чернавы.

## История изучения
22 июля 1972 года в области Василисы состоялась мягкая посадка советского космического аппарата «Венера-8», передавшего на Землю ряд сведений о планете.
В 1997 году название области было утверждено Международным астрономическим союзом.